# Pseudodiploexochus zairensis
Pseudodiploexochus zairensis is een pissebed uit de familie Armadillidae. De wetenschappelijke naam van de soort is voor het eerst geldig gepubliceerd in 1990 door Franco Ferrara & Taiti.